# Kondon-Kultur
Die neolithische Kondon-Kultur blühte im Osten von Sibirien in der Region des Amur-Flusses. Sie ist vor allem von dem namensgebenden Fundort Kondon her bekannt und datiert wahrscheinlich an das Ende des vierten und in die erste Hälfte des dritten Jahrtausends v. Chr. Genaue Daten sind jedoch unbekannt. Der Ort Kondon, beim Fluss Devjatka, wurde von 1962 bis 1972 von Alexei Pawlowitsch Okladnikow ausgegraben, der auch eine umfassende Grabungspublikation in zwei Bänden vorlegte, die postum veröffentlicht wurden.
Kennzeichnend für diese Kultur ist vor allem die Keramik, die sich in Form und Dekoration deutlich von der Keramik in anderen Teilen Sibiriens absetzt und eher Parallelen in China oder Korea hat. Es finden sich trichterförmige Gefäße und solche mit einem bauchigen Körper. Besonders typisch sind eingeritzte Spiral- und Kurvenmuster. Die Abrollung dieser Muster ergibt jeweils ein wellenartiges Band, das auch als Amur-Welle bezeichnet wird. Daneben gibt es auch eingeschnittene Rauten, Winkel oder S-förmige Haken. Sie sind oftmals dicht an dicht nebeneinander gesetzt und können größere Flächen auf den Gefäßen verzieren. Aus Kondon stammt auch eine menschenförmige Tonplastik. Solche Dekorationen sind für diese Epoche aus anderen Teilen Sibirien weitgehend unbekannt, haben aber wiederum in China und Nordkorea Parallelen.
In Kondon konnten 14 meist runde Häuser ausgegraben werden. Sie waren in den Boden eingelassen, wobei die Innenseiten wannenartig in den Boden eingegraben waren. Pfostenlöcher fanden sich entlang der Wände und ihre Ausführung spricht eher für eine leichte Bauweise dieser Wohnbauten. In den Häusern fanden sich Gruben und Herdstellen. Vorrats- und Abfallgruben lagen im Gegensatz dazu außerhalb. Es gibt einige Häuser ohne Herdstellen. Es mag sich dabei um Speicherbauten gehandelt haben, doch ist dies nicht sicher. Zum Fundgut gehören viele Angelhaken und Netzbeschwerer. Dies deutet an, dass Fischfang eine besondere Rolle im Nahrungserwerb spielte.  Pfeil- und Speerspitzen sind aus Silex gearbeitet und bezeugen die Jagd auf Wildtiere. Dagegen gibt es keine Belege für Viehzucht oder Ackerbau.
Aus dem Umkreis der Kondon-Kultur stammen auch viele Petroglyphen, also Steinritzzeichnungen, die vor allem Wildtiere darstellen, doch bereitet es Schwierigkeiten, die Darstellungen zu datieren und einzelnen Kulturen zuzuordnen.